# Алойская волость
Алойская волость (латыш. Alojas pagasts) — одна из девятнадцати территориальных единиц Лимбажского края Латвии. Граничит с городом Алоя, с Браславской, Стайцельской, Бривземниекской, Палеской, Салацгривской волостями своего края и с Сканькалнской волостью Валмиерского края.
Крупнейшими населёнными пунктами волости являются сёла: Унгурпилс, Никшас, Стабеги, Смилгас.
Через Алойскую волость проходят региональные автодороги P13 (Лимбажи — Алоя) и P15 (Айнажи — Матиши), которые пересекаются на южной границе города Алоя.
По территории волости протекают реки: Ёгла, Корге, Спальупе, Иге, Меллурга.

## История
Земли нынешней Алойской волости находились на территории Унгурпилсской волости Вольмарского уезда, к которой были присоединены Стакенбергская и часть Пуйкульской волости. В 1925 году Унгурпилсская волость была переименована в Алойскую. В 1935 году площадь Алойской волости составляла 164,2 км², при населении 2976 жителей.
В 1949 году волостное деление было упразднено. В 1950 году Алоя получил статус рабочего посёлка (с 1961 года — посёлка городского типа). В 1954 году к Алойскому сельсовету была добавлена часть территории Эзерского сельсовета. В 1957 году после присоединения Эзерского сельсовета, на их базе была создана Алойская сельская территория.
Посёлок городского типа Алоя со своей сельской территорией входил поочерёдно в состав Алойского (1951—1956), Лимбажского (1956—1962, 1967—2009) и Валмиерского (1962—1967) районов.
В 1958 году к Алойской сельской территории был добавлен колхоз «Центиба» Викского сельсовета. В 1977 году — части территорий Браславского и Бривземниекского сельсоветов. Часть Алойской сельской территории вошла в состав Стайцельской сельской территории. В 1992 году посёлок городского типа Алоя получил статус города.
В 2009 году, по окончании латвийской административно-территориальной реформы город Алоя со своей сельской территорией были включены в состав Алойского края. В 2010 году Алойская сельская территория была реорганизована в Алойскую волость.
В 2021 году в результате новой административно-территориальной реформы Алойский край был упразднён, Алойская волость была включена в Лимбажский край.

## Известные люди
- Аусеклис (Микелис Крогземис; 1850—1879) — латвийский поэт, педагог и публицист.
- Мартиньш Зиле (1863—1945) — латвийский врач-терапевт, ректор Латвийского университета.
- Шицс, Карлис (1904—1981) — латвийский советский государственный и общественный деятель.